# John Prcela
John Prcela (* 9. März 1922 in Košute zu Trilj als Ivan Prcela) ist ein US-amerikanischer Autor und Publizist kroatischer Abstammung. Sein bekanntestes Werk Operation Slaughterhouse aus dem Jahr 1970 (Neuauflage 1995) ist ein Standardwerk zum sogenannten „Massaker von Bleiburg“.

## Leben
Prcela wurde als Sohn von Petar und Iva (geborene Cabo) Prcela geboren. Im Juli 1944 absolvierte er das achtjährige klassische Gymnasium am Franziskaner-Seminar von Sinj. Danach absolvierte Prcela ein Jahr des Studiums der Theologie in Makarska. Am 3. April 1945 wurde er in die Jugoslawische Volksarmee eingezogen. Prcela desertierte, verließ das sozialistische Jugoslawien und ging nach Italien um das Theologiestudium für zwei weitere Jahre in Rom weiterzuführen. Am 20. Oktober 1949 verließ er den Franziskanerorden und wanderte am 23. Dezember 1949 in die Vereinigten Staaten aus. Zunächst ließ sich Prcela in Chicago nieder. Am 9. Juli 1951 zog er nach Cleveland (Ohio), wo er im Juni 1954 an der John Carroll University sein Grundstudium abschloss. 1955 wurde Prcela US-amerikanischer Staatsbürger. Im Frühjahr 1957 erhielt er seinen Master of Arts an der Western Reserve University. 
Prcela wurde Lehrer an verschiedenen High Schools. Die ersten vier Jahre lehrte er an der St. Edward High School in Lakewood (Ohio), danach weitere dreißig Jahre im South Euclid-Lyndhurst City School District, zunächst an der Charles F. Brush High School (1958–1983) und dann an der Memorial Junior High (1983–1988). Im Jahr 1988 ging Prcela in den Ruhestand. 2022 beging er seinen 100. Geburtstag.

## Familie
Am 26. Dezember 1963 heiratete Prcela im spanischen Carcaixent (Region Valencia). Aus dieser Ehe mit Amelia C. Mir gingen drei Töchter und ein Sohn hervor. Am 6. Juli 2002 verstarb seine Ehefrau an Krebs.

## Werke (Auswahl)
- mit Joseph Hećimović: In Tito's death marches and extermination camps. Carlton Press, New York 1962 (englisch).
- Croatian Holocaust Information Center (Hrsg.): Archbishop Stepinac in his country's church-state relations. Scottsdale, AZ 1990 (englisch).
- mit Stanko Guldescu (Hrsg.): Operation Slaughterhouse : Eyewitness Accounts of Postwar Massacres in Yugoslavia [Operation Schlachthaus : Augenzeugenberichte von Nachkriegsmassakern in Jugoslawien]. 2. Auflage. Dorrance, Philadelphia 1995, ISBN 0-8059-3737-4 (englisch).
- mit Dražen Živić: Hrvatski holokaust : dokumenti i svjedočanstva o poratnim pokoljima u Jugoslaviji. Hrvatsko Društvo Političkih Zatvorenika, Zagreb 2001 (kroatisch).
- mit Dražen Živić: Hrvatski holokaust II: dokumenti i svjedočanstva o poratnim pokoljima u Jugoslaviji. Hrvatsko Društvo Političkih Zatvorenika, Zagreb 2005 (kroatisch).
- Joseph, Husband of the Immaculate Mary. FriesenPress, 2016, ISBN 978-1-4602-8583-1 (englisch).